# Chezjon
Chezjon of Hezion was een koning van  Aram-Damascus.
Over deze koning is weinig bekend. In de Bijbel wordt hij genoemd als vader van Tabrimmon en de grootvader van Benhadad. Misschien was hij dezelfde als Rezon.